# 용인 법륜사 목불좌상
용인 법륜사 목불좌상은 대한민국 경기도 용인시 처인구 원삼면, 법륜사에 있는 불상이다. 2017년 6월 14일 경기도의 유형문화재 제311호로 지정되었다.

## 지정 이유
17세기 전반에 제작한 것으로 추정되며 크기는 작으나 조각승 현진의 작품 특성을 잘 간직하고 있는 귀중한 유물이다.

## 참고 자료
- 용인 법륜사 목불좌상 - 국가유산청 국가유산포털